# خدمت جایگزین نرم‌افزار
خدمت جایگزین به معنای بهره گرفتن از سرویسی است به جایگزین برنامه فعلی شما می‌شود. در واقع، یعنی فردی، شبکه‌ای از سرورها را راه‌اندازی کرده است که فعالیت مشخصی را انجام می‌دهد، مثلاً ویرایش عکس، ترجمه متن به زبان دیگر و سایر موارد و سپس کاربران را دعوت به استفاده از سرور برای پردازش مورد نظر می‌کند. کاربر این سرور داده‌هایش را برای سرور ارسال می‌کند که پردازشی که متعلق به اوست بر روی داده‌ها از این روش صورت می‌پذیرد و به وی تحویل داده می‌شود یا مستقیماً به جای آن عملیاتی را انجام می‌دهد.
این واژه توسط ریچارد استالمن خلق شده است؛ مقالات و تبلیغات از آن استفاده نمی‌کنند و در مورد سرویسی که جایگزین نرم‌افزار است به شما هم چیزی نمی‌گویند. در مقابل، ممکن است از واژه مبهم و گمراه‌کننده «ابر» استفاده کنند که اغراقی است از «خدمت جایگزین» با ترکیبی از سایر واژگانی که برخی به درستی و برخی به اشتباه، استفاده شده است. استالمن در مقاله‌ای براساس توضیحات و مثال‌هایی که عنوان کرده، برای تسهیل تشخیص سرویس‌های «خدمت جایگزین» تلاش کرده است.